# بيتر وايت (سياسي كندي)
بيتر وايت هو سياسي كندي، ولد في 30 أغسطس 1838 في كندا، وتوفي في 3 مايو 1906. حزبياً، نشط في حزب كندا المحافظ. وقد انتخب عضو مجلس العموم الكندي.